# Президентські вибори в Малаві (2020)
Президентські вибори в Малаві пройшли 23 червня 2020 року та були проведені внаслідок скасування результатів чергових президентських виборів 2019 року за рішенням Верховного суду, причиною чого стало виявлення масових фальсифікацій, а також протести в країні.
На виборах 2019 року перемогу отримав чинний президент Малаві Пітер Мутаріка, який балотувався на другий термін.
За результатами повторних президентських виборів 2020 року перемогу здобув Лазарус Чаквера, який набрав 58,57 % голосів.

## Передумови
21 травня 2019 році в Малаві було проведено чергові президентські вибори. На них чинний президент країни Пітер Мутаріка (Демократична прогресивна партія) здобув перемогу з результатом 38,67% голосів; його головні опоненти Лазарус Чаквера (Партія Конгресу Малаві) та Саулос Чіліма (Об'єднаний рух за трансформацію) набрали 35,41% та 20,24% голосів відповідно. 27 травня Пітер Мутаріка був оголошений новообраним президентом республіки та пройшов процедуру інавгурації.
Вибори пройшли з численними порушеннями (таких було нараховано 147, на багатьох бюлетенях коректором було зроблено виправлення). У зв'язку з цим в країні почалися масові протест, а опозиція звернулася з вимогою анулювати результати виборів.
3 лютого 2020 року Верховний суд Малаві виніс рішення про те, що результати президентських виборів 2019 року мають бути анульованими. Разом із цим, суд постановив наступне:
- провести нові вибори на пост президента Малаві не пізніше, ніж протягом 150 днів від дати прийняття рішення; та
- змінити виборчу систему Малаві на систему абсолютної більшості (для перемоги на виборах глави держави кандидату потрібно набрати 50 % +1 голос), що мала замінити систему відносної більшості (отримання президентського крісла кандидатом, що набрав найбільше голосів; діяла до виборів 2019 року включно)[3].

## Кандидати
Головними кандидатами на виборах 2020 року стали:
- Пітер Мутаріка (Демократична прогресивна партія) — чинний президент країни, який балотувався на другий термін.
- Лазарус Чаквера (Партія Конгресу Малаві) — був головним опонентом Мутаріки на виборах 2019 року, а також балотувався на виборах 2014 року, на яких прийшов із другим результатом.
- Пітер Кувані (Рух за розвиток Мбакуваку).

Саулос Чіліма (вийшов із Демократичної прогресивної партії в 2018 році, після чого сформував Об'єднаний рух за трансформацію), який був одним із основних суперників Мутаріки на виборах 2019 року (третій результат, набрав 20,24% голосів), вирішив на балотуватися, натомість підтримав на Лазаруса Чакверу. Чіліма став так званим «runningmate», тобто балотувався на пост віце-президента, який він мав зайняти у випадку перемоги Чаквери.
Таким чином, Чаквера став єдиним кандидатом від альянсу опозиційних партій, що допомогло консолідувати голоси виборців та збільшило його підтримку на президентських перегонах.

## Результати голосування
Повторні президентські вибори було проведено 23 червня 2020 року. Явка становила 64,81% (4,4 малавійців із 6,8 зареєстрованих виборців скористалися правом голосу).
| Кандидат        | Running mate           | Партія                          | Кількість голосів | %    |
| Лазарус Чаквера | Саулос Чіліма          | Партія Конгресу Малаві          | 2 604 043         | 58,5 |
| Пітер Мутаріка  | Атупеле Мулузі         | Демократична прогресивна партія | 1 751 377         | 38,7 |
| Пітер Кувані    | Арчібальд Калаванг'ома | Рух за розвиток Мбакуваку       | 32 456            | 1,2  |

Інавгурація новообраного президента та віце-президента відбулася 28 червня 2020 року. У своїй інавгураційній промові Чаквера пообіцяв бути президентом для всіх малавійців, незалежно від того, за кого вони голосували.

## Реакція
Хоча спочатку Пітер Мутаріка відмовився коментувати свою поразку на повторних виборах, пізніше він зазначив, що це були «найгірші вибори в історії Малаві», однак, на відміну від представників своєї партії, не закликав до анулювання результатів й проведення третього голосування.
Виборча комісія Малаві визнала результати виборів такими, що є остаточними.
У міжнародних ЗМІ вибори в Малаві порівнювали з подіями в Кенії, коли Верховний суд країни також скасував результати виборів глави держави 2017 року. Однак тоді Ухуру Кеніата зберіг за собою президентський пост і за результатами повторного голосування.
Перемога Лазаруса Чаквери на виборах в Малаві 2020 року ознаменувала першу в історії Африки поразку чинного президента на повторних виборах.
Досягнення Малаві в галузі розвитку демократії були позитивно відзначено міжнародною спільнотою. Британське видання The Economist визнало Малаві «країною року 2020» з огляду на те, що народ країни не допустив фальсифікації виборів. «За відновлення демократії в авторитарному регіону — це наша країна року», — написав The Economist у відповідній статті.
У серпні 2021 року Конституційний суд розглядає апеляцію, подану Прогресивною демократичною партією Петра Мутаріки. Він закликає скасувати президентські вибори 2020 року, оскільки чотирьом його представникам заборонили засідати у Виборчій комісії.